# جودي فانس
جودي فانس (من مواليد 23 أغسطس 1967م في فانكوفر، كولومبيا البريطانية) هي مذيعة رياضية كندية ومضيفة سابقة لبرنامج بريكفاست تيليفيجون (بي تي) على CKVU-DT في فانكوفر. ففي عام 2000م، أصبحت أول امرأة في تاريخ التلفزيون الكندي تستضيف برنامجها الرياضي الخاص في أوقات الذروة.

## مهنة الإذاعة
بدأت فانس مسيرتها الإذاعية على قناة CHRX، ثم انتقلت إلى CFMI-FM / CKNW كمديرة ترقيات مساعدة وموهبة على الهواء. فعندما تواصلت معها قناة BCTV عام 1995م، استطاعت تحقيق هدفها الرئيسي في أن تصبح مذيعة رياضية.
فبعد فترة قصيرة مع BCTV، ساعدت فانس في إطلاق قسم الرياضة في تلفزيون فانكوفر حيث طورت مهراتها وتعلمت خصوصيات وعموميات التلفزيون الرياضي بصفتها العضو الوحيد في قسم الرياضة. وفي صيف عام 1999م، عملت كمذيعة في سبورتس نت وهي شبكة رياضية كندية جديدة وأصبحت أول امرأة تضيف مكتب للإذاعة.
و في مارس 2000م، انتقلت إلى تورونتو لاستضافة سبورتس سنتر «ايه ام». فبعد أن زادت تقييماتها، تم نقلها إلى الفقرة المسائية برغبتها، حيث أن في 4 سبتمبر 2000م، أصبحت فانس أول امرأة في تاريخ التلفزيون الكندي تستضيف برنامجها الرياضي الخاص في أوقات الذروة.
ثم بعد مغادرة سبورتس نت في 2005م، كانت فانس مذيعًة رئيسيًة في Leafs TV، قناة الهوكي المملوكة لتورنتو مابل ليفز منذ عام 2006م حتى عام 2009م. وكانت آخر مبارياتها التمهيدية في 11 أبريل 2009م، حيث استضافت ليفز أعضاء مجلس الشيوخ في أوتاوا.
و في يونيو 2009م، انضمت فانس إلى Shore 104 FM في فانكوفر حيث استضافت برنامجًا يسمى The Jody Vance Show. ثم انضمت أيضًا إلى CBC Vancouver لممارسة الرياضة مع عملها في Shore 104.3 FM واستضافت برنامج فانكوفر كانوكس للبلاي اوف بعد لعبة «البحث عن ستانلي».
و في أكتوبر 2011م، تم تعيين فانس، بعيدًا عن الراديو، في سي بي سي كمقدمة/ مذيعة لأخبار BT للمدينة، حيث انضمت مرة أخرى إلى بعض زملائها السابقين في سبورتسنت. وقد ظهرت في برامج سبورتس نت باسيفيك فانكوفر كانوكس كعضو في اللجنة خلال فترات الاستراحة. فكانت فانس جزءًا من طاقم الث المباشر لبطولة التصفيات الأولمبية النسائية CONCACAF لعام 2012م في BC Place التي تُبث على الصعيد الوطني على سبورتس نت. وفي مايو 2016م، أعلنت أنها لم تعد تعمل مع BT.
و في سبتمبر 2017م، كشفت Roundhouse Radio أن فانس ستكون مضيفتهم الجديدة في برنامج «منتصف النهار».